# Nikolaus Willebrand
Nikolaus Willebrand, auch Willebrandt (* 29. Juli 1566 in Gorlosen; † 30. Juli 1613 in Rostock) war ein deutscher Rechtswissenschaftler und Hochschullehrer, Rektor der Universität Rostock.

## Leben
Nikolaus Willebrand wurde in Gorlosen bei Grabow (Elde) als Sohn des evangelisch-lutherischen Theologen Peter Willebrand und dessen Frau Sophie Schultze geboren. Er absolvierte ab 1586 ein Studium der Rechtswissenschaft an der Universität Rostock. 1590 wechselte er nach Frankfurt (Oder), wo er 1593 zum Magister promoviert wurde. Noch im selben Jahr wurde er Dozent an der Philosophischen Fakultät der Universität Rostock. 1594 wurde er zum ordentlichen rätlichen Professor der Moral berufen. 1596 folgte an der Juristischen Fakultät seine Promotion zum Dr. iur. utr. Willebrand war zwischen 1597 und 1612 mehrfach Dekan der Philosophischen Fakultät. In den Jahren 1605 und 1606 war er Rektor der Universität.
Familie

Nikolaus Willebrand war ab dem 22. September 1596 verheiratet mit Catharina Hein (1576–1662), der Tochter des Rostocker Professors und Bürgermeisters Friedrich Hein. Der Ehe entstammten die Kinder:
- Peter (1597–1638) – Prediger an der Pfarrkirche in Güstrow
- Anna (1599–1665) – ⚭ 1621 mit Theodor von Oeseder, Fürstl. meckl. Rat und Fiskal am meckl. Hof- und Landgericht in Sternberg
- Friedrich – Dr. iur utr., Fürstl. meckl. Rat und Fiskal
- Sophia – in jungen Jahren verstorben
- Nicolaus – Kaufmann zu Reval
- Albert (1608–1681) – Dr. iur utr., Prof. und Assessor des fürstlichen Consistoriums

Nach Willebrands Ableben heiratete die Witwe Catharina am 4. August 1617 den Wismarer Syndikus und Bürgermeister Arnold Bötticher (auch Botcher, † 1654), nach dessen Tod kam sie zurück nach Rostock.